# Wirangu
Wirangu är ett döende australiskt aboriginskt språk som traditionellt talades av wirangu-folket, som bodde på Sydaustraliens västra kust. Området omfattar nutida platserna Ceduna och Streaky Bay, och sträcker sig västerut mot Head of Bight och österut mot Gairdnersjön. 